# Марен (округ)
Округ Марен (фр. Arrondissement du Marin) — округ у Франції, в департаменті Мартиніка. 2023 року округ об'єднував 12 муніципалітетів, населення становило 114 520 осіб.
Адміністративний центр (супрефектура) — Марен.

## Муніципалітети
Список муніципалітетів округу та їхні коди INSEE:
1. Анс-д'Арле (97202)
2. Воклен (97232)
3. Дюко (97207)
4. Ле-Діаман (97206)
5. Марен (97217)
6. Рив'єр-Пілот (97220)
7. Рив'єр-Сале (97221)
8. Сент-Анн (97226)
9. Сент-Еспрі (97223)
10. Сент-Люс (97227)
11. Труаз-Іле (97231)
12. Франсуа (97210)